# Homeriskt skratt

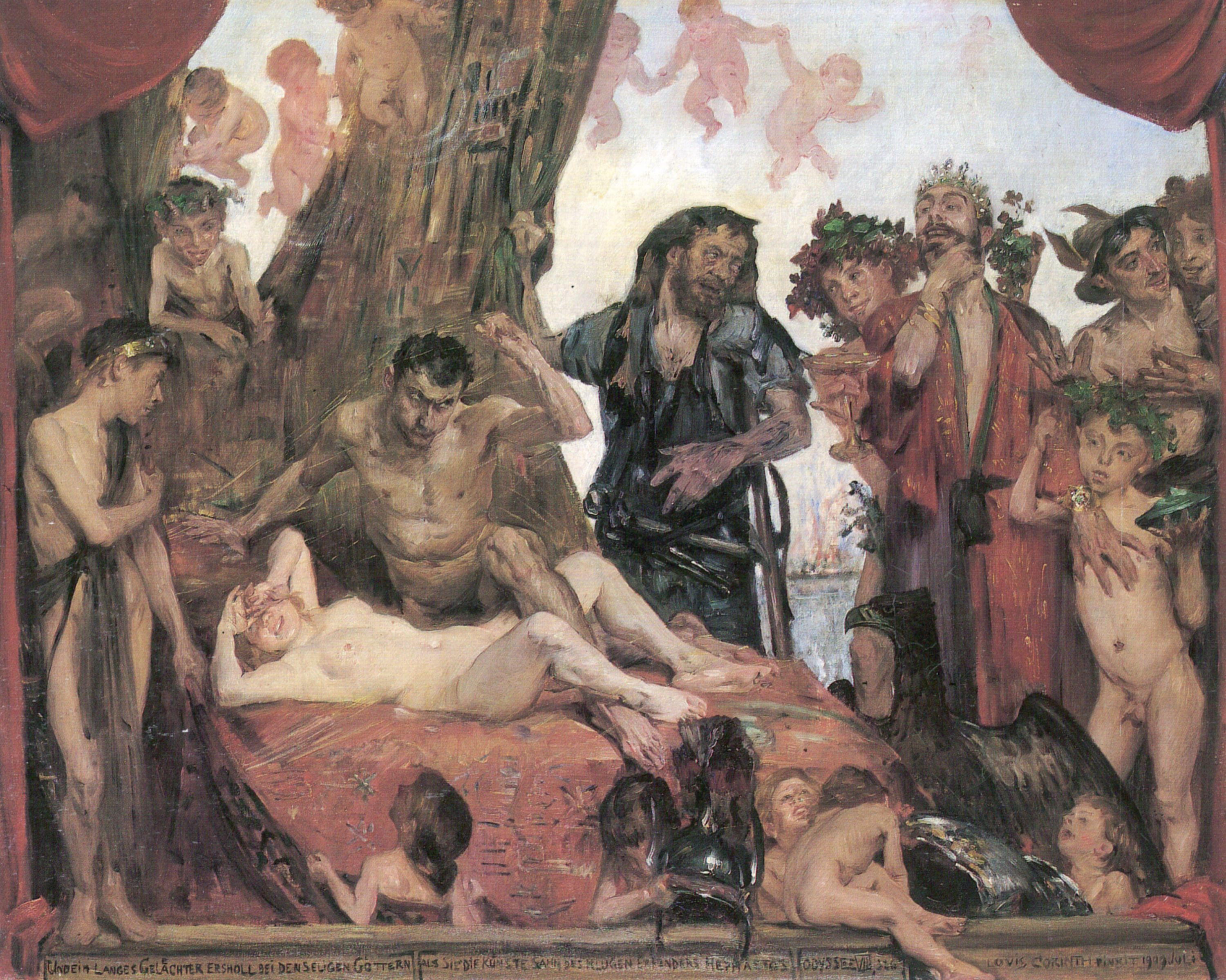
Homeriskt skratt

Homeriskt skratt, ett från hjärtat utgående, skallande, långvarigt skratt, så kallat emedan den grekiske skalden Homeros på några ställen (till exempel i Iliaden I, 599) skildrar gudarnas skratt såsom varande av den arten ("outsläckligt").